# Ляля Чёрная
Ляля Чёрная (настоящее имя Надежда Сергеевна Хмелёва; 15 февраля 1909, Нальчик — 2 сентября 1982, Москва) — советская актриса театра и кино. Заслуженная артистка РСФСР (1960), артистка театра «Ромэн», танцовщица, исполнительница цыганских песен и романсов.

## Биография

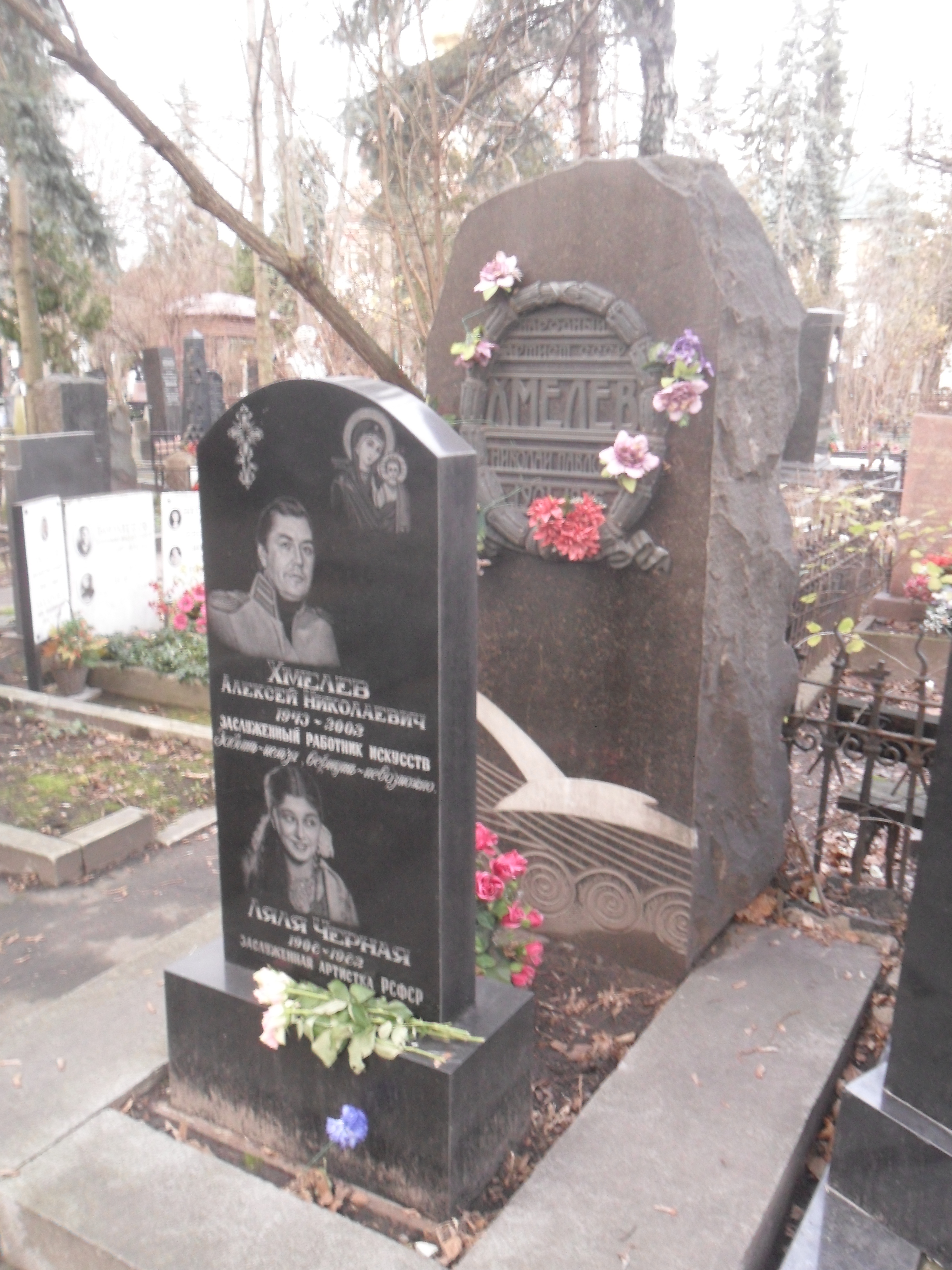
Могила Ляли Чёрной на Новодевичьем кладбище Москвы.

Родилась 15 февраля 1909 года в Нальчике.
В 13 лет впервые вышла на профессиональную сцену в качестве танцовщицы в хоре Е. Полякова, где проработала вплоть до открытия театра «Ромэн». Со дня основания в 1931 году до 1972 года Ляля Чёрная работала в театре «Ромэн». Сыграла более 35 ролей (в том числе главных) в спектаклях театра, снялась в фильме «Последний табор» в роли Альты.
Во многом повлияла на становление эстрадной манеры танца.
Заслуженная артистка РСФСР (8 марта 1960 года) — за заслуги в области советского искусства
Похоронена на Новодевичьем кладбище (2 участок, 17 ряд, 12 могила), рядом с сыном и мужем Николаем Хмелёвым.

### Личная жизнь
Была замужем за выдающимися актёрами театра и кино: И. И. Ром-Лебедевым, Михаилом Яншиным, Николаем Хмелёвым, Евгением Весником (фактический брак).
Сын — Алексей Николаевич Хмелёв (1943 – 2002).
Вторая жена Софья Тимофеева.
Сын от первого брака Владислав.

## Роли в театре
Сыграла роли в таких спектаклях, как «Жизнь на колёсах» А. Германо (Грина); «Цыгане» по произведениям А. Пушкина (Земфира); «Кровавая свадьба» Г. Лорки (Невеста); «Кармен из Трианы» И. Ром-Лебедева по мотивам новеллы П. Мериме «Кармен» (Кармен); «Чудесная башмачница» Г. Лорки (Башмачница); «Всё о тебе» А. Афиногенова (Люба); «Дочь шатров» И. Ром-Лебедева (Инка); «Грушенька» по повести Н. Лескова «Очарованный странник» (Грушенька); «Верность» Л. Григорьева, И. Луковского (Таня); «Лачи» Р. Тихомирова по мотивам романа Кришана Чандра «Одна девушка и 100 мужчин» (Роши).

## Роли в кино
- 1928 — Живой труп — плясунья цыганского хора
- 1935 — Последний табор — Альта
- 1973 — Огонь — мать Андрея
- 1974 ― Белый круг ― мать Андрея
- 1975 — Вкус халвы — цыганка
- 1976 — Табор уходит в небо — старая цыганка-травница
- 1979 — Расколотое небо — Микитична
- 1982 — Краткое наставление в любви — гадалка на ярмарке